# Rafał Michał Oskierko
Rafał Michał Oskierko herbu własnego (ur. po 1761 – zm. 1818) – konsyliarz powiatu mozyrskiego w konfederacji generalnej Wielkiego Księstwa Litewskiego konfederacji targowickiej w 1792 roku, szambelan królewski w 1791 roku, członek Sztabu Generalnego Wojska Wielkiego Księstwa Litewskiego w 1792 roku, strażnik polny litewski w 1789 roku, rotmistrz kawalerii narodowej, członek spisków na Litwie w 1793 roku.
W 1792 odznaczony Orderem Orła Białego, kawaler Orderu Świętego Stanisława od 1791 roku. .